# Aiguille de Rochefort
L'Aiguille de Rochefort (4.001 m s.l.m.) è una montagna del Gruppo di Rochefort nel Massiccio del Monte Bianco. Si trova lungo la frontiera tra l'Italia e la Francia.

## Caratteristiche

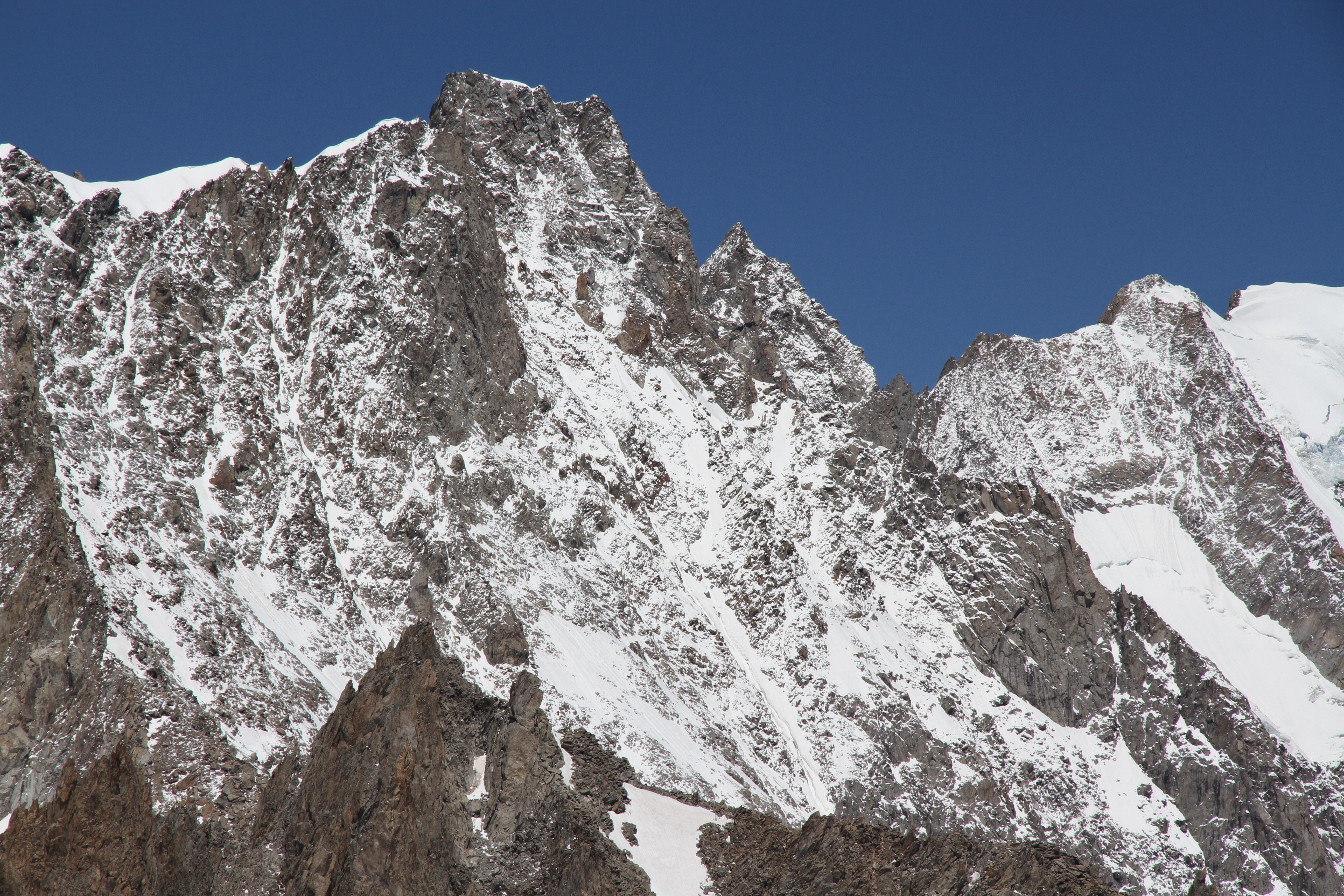
La montagna vista dalla Punta Helbronner.

La montagna è collocata tra il Dente del Gigante e il Dôme de Rochefort.

## Salita alla vetta
La salita alla vetta avviene normalmente partendo dal Rifugio Torino. Dal rifugio si attraversa il Colle del Gigante e ci si porta sotto la Aiguilles Marbrées. Si sale poi in direzione del Dente del Gigante. Arrivati alla base del Dente si tratta di percorrere l'affilata cresta che conduce alla vetta.